# Jan Mareš (knihovník)
Jan Mareš (* 22. říjen 1940, Soběslav) je český knihovník, básník, spisovatel, překladatel z němčiny (i nářeční) a polštiny.

## Život a dílo
Jan Mareš se narodil 22. října 1940 v jihočeském městě Soběslav. Absolvoval Pedagogickou fakultu v Českých Budějovicích a obor český jazyk-filozofie na Filozofické fakultě Univerzity Karlovy v Praze. Krátce působil jako učitel v Českých Budějovicích, od roku 1967 jako redaktor v nakladatelství Růže v Českých Budějovicích. Spolu s dalšími pracovníky nakladatelství Růže, literárními redaktory Robertem Sakem, Věroslavem Mertlem, výtvarníkem Jiřím Müllerem, fotografem Františkem Dvořákem a dalšími, připravil a vydal v nakladatelství řadu publikací přesahující svým významem jihočeský region. V nakladatelství se věnoval léta nevydávaným autorům, poezii a esejistice. Ačkoli se ve statutu nakladatelství v krajích s překlady vůbec nepočítalo, zajistil v roce 1968 ke 100. výročí úmrtí Adalberta Stiftera třísvazkovou edici výboru z jeho povídek (Hvozd – Brigita – Potomci). Do budoucna pak stačil zahájit ediční řadu Venkovský román. Po nástupu normalizace a po propuštění většiny zaměstnanců odešel v roce 1970 do národního podniku Kniha, kde byl různě přesouván, aby nebyl moc na očích. Působil jako vedoucí prodejny antikvariátu, ve skladu a nakonec v prodejně technických norem. V roce 1988 nastoupil jako knihovník do regionálního oddělení Státní vědecké knihovny (dnes Jihočeská vědecká knihovna) v Českých Budějovicích.
Celoživotní zájem o šumavskou německy psanou literaturu projevoval od vojenské služby v zakázaném prostoru na hranicích. Nejdříve se této problematice věnoval jako nakladatel a překladatel v nakladatelství Růže a nejvíce pak jako knihovník regionálního oddělení a duchovní otec elektronické knihy Kohoutí kříž v Jihočeské vědecké knihovně v Českých Budějovicích (spolupráce s Ivo Karešem). Tato práce byla oceněna v kategorii Významný počin v oblasti poskytování veřejných knihovnických a informačních služeb při udílení cen Knihovna roku 2003 a v roce 2018 pak i zvláštní cenou Johanna Steinbrenera „Za mimořádný přínos šumavské literatuře“ v rámci festivalu Šumava Litera.
Po roce 1989 se Jan Mareš stal jedinečným kontaktem mezi českou a německou literární obcí se zaměřením na kdysi převážně jazykově německou Šumavu. Důsledně vyhledával dávno zapomenuté, nebo nikdy nevzpomínané šumavské zapadlé autory básniček, povídek, článků.

### Ocenění
V roce 2020 byl uveden do Síně slávy festivalu Šumava Litera. Za celoživotní přínos literatuře převzal v roce 2023 od primátorky města Českých Budějovic Cenu města za rok 2022.

#### Výběr z díla:
- Hořká chuť ořechů. České Budějovice: Krajské nakladatelství, 1963.
- Plavé gesto. Praha: BB art, 2004.

- Brucknerovi předkové byli Jihočeši. In: Rodopisná revue. 1999
- Čtyři rytíři: Ondřej Fibich: legendy a pověsti kraje prácheňského: recenze. In: Aktuality Setkání. 1998, 20, s. 4 adventní přílohy.
- Kohoutí kříž, 'S Hohnakreiz: ozvěny německé lyriky ze Šumavy. V tomto uspořádání 1. vyd. Praha: BB art. 2003.
- Obnova pašijových her v šumavské obci: kde jsou lidé, zůstává i Kristus mezi nimi, i když mnohdy léta nepoznán a zapřen. In: Výhledy. 1993
- WĘCŁAWSKI, Tomasz. Rekolekce s Karlem Čapkem. Překlad Jan Mareš. Vyd. v KN 1. Kostelní Vydří: Karmelitánské nakladatelství, 1997
- Stará Šumava ve zvycích adventu a Vánoc. Klatovy: Arkáda, 2007.
- Vývoj však šel jinam: k národním socialismům: z města, kde dvě řeky odměřují čas: 80. jubileum budějovického paktu: konfliktu nezabránil: k 55. výročí úmrtí Josefa Taschka. In: Výhledy. 1994
- URZIDIL, Johannes a GAŽI, Martin, ed. Jdu starým lesem =: Ich gehe durch den alten Wald. Překlad Jan Mareš. V tomto souboru vyd.1. V Českých Budějovicích: Jihočeská vědecká knihovna, 2005. 130 s.
- FLUSSER, Emil. Válka jako nemoc. Překlad Jan Mareš. 1. české vydání. V Českých Budějovicích: Jihočeská vědecká knihovna, 2016. 179 stran, 24 nečíslovaných stran obrazových příloh. ISBN 978-80-86964-12-6
- MAREŠ,Jan, KAREŠ, Ivo. Kohoutí kříž. Šumavské ozvěny / ´s Hohnakreiz. Des Waldes Widerhall : Jihočeská vědecká knihovna v Českých Budějovicích 2001- . Elektronická kniha dostupná na internetu.[9]
- Knížka rožmberská: výběr z německy píšících autorů od 13. do počátku 20. století = Rosenberger Büchlein : eine Auswahl deutschsprachiger Schriftsteller vom 13. bis zum beginenden 20. Jahrhundert / [průvodní slovo a překlady do češtiny Jan Mareš ; úvod Jindřich Špinar ; korektury německých originálů Václav Bok ; překlady do němčiny Eliška Boková ; odpovědný redaktor Ivo Kareš]. V Českých Budějovicích : Jihočeská vědecká knihovna, 2011 .104,111 s,[8] s. obr. příloh

Vypracoval české a německé texty pro informační panely na obou stranách Šumavy, zpracoval více než 120 článků, 14 knih, a nespočítaných literárních a místopisných rešerší.